# Šuljavs'ka
Šuljavs'ka (in ucraino Шулявська?, ) è una stazione della metropolitana di Kiev, situata sulla linea Svjatošyns'ko-Brovars'ka.

## Storia
Fu inaugurata il 5 novembre 1963, e prende il nome dal quartiere Šuljavs'ka della città di Kiev. È stata progettata da A. V. Dobrovol's'kyj, B. I. Prijmak, A. I. Malynovs'kyj e A. I. Čerkas'kyj. La stazione fu in passato conosciuta con il nome di Zavod Bil'šovik (in ucraino Завод "Більшовик"?).
La stazione si trova molto in profondità a causa di problemi di isolamento dalle infiltrazioni durante la costruzione. Essa consiste di un atrio centrale, con due file di colonne presso le banchine; le colonne sono coperte da piastrelle smaltate, disposte a file di diversi colori. L'ingresso della stazione si trova all'angolo tra Peremohy Prospekt (viale della Vittoria) e via Dovženko.